# Tymin
Tymin är en av kvävebaserna som ingår i de nukleotider som bygger upp DNA. Liksom cytosin och uracil är det en pyrimidin och består av en ring av kol- och kväveatomer. I DNA binder sig tymin via två vätebindningar till den komplementerande basen adenin. I RNA finns den snarlika basen uracil istället för tymin.
I DNA förenas tymin med deoxiribos och bildar nukleosiden tymidin.
Tymin förekommer i två tautomera former; Dels som laktam (amid) där de båda kväveatomerna flankeras av varsin karbonylgrupp, och dels som laktim (amin) där karbonylgrupperna är ersatta av hydroxigrupper.

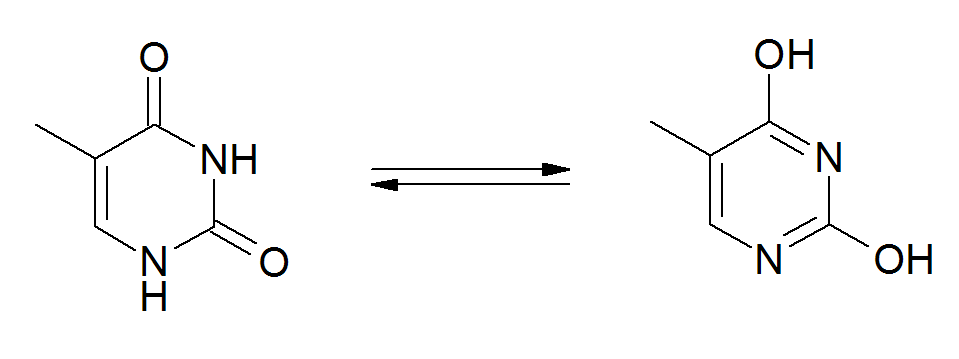
Tymins tautomera former;
laktam till vänster och laktim till höger.